# Janina Jabłonowska
Janina Jabłonowska (ur. 12 lipca 1903 w Płocku, zm. 30 grudnia 1987 w Łodzi) – polska aktorka teatralna i filmowa.

## Życiorys
W 1928 roku ukończyła studia na Oddziale Dramatycznym przy Konserwatorium Muzycznym w Warszawie. Przed II wojną światową występowała w Płocku, Radomiu, Poznaniu, Bydgoszczy, Krakowie i Warszawie. Po II wojnie światowej występowała w Teatrze Śląskim w Katowicach, Teatrze Powszechnym w Krakowie, Teatrze Polskim w Poznaniu, Teatrze im. Stefana Jaracza w Łodzi, Teatrze Nowym w Łodzi i Teatrze Powszechnym w Łodzi.

## Filmografia
- 1955: Godziny nadziei
- 1956: Kanał
- 1957: Prawdziwy koniec wielkiej wojny - żona psychiatry
- 1958: Miasteczko - mieszkanka Widłakowa
- 1963: Weekendy (odc. 2)
- 1964: Obok prawdy - gospodyni Łopota i Zygi
- 1965: Święta wojna - Walczakowa, matka Grzegorza
- 1967: Poradnik matrymonialny - pracownica administracji
- 1967: Świat grozy - matka Sybilli
- 1981: Jan Serce - ordynator szpitala (odc. 10)